# Grytøya
Grytøya (en Nordsamisk Rivttek) est une île habitée du comté de Troms, sur la côte de la mer de Norvège. L'île fait partie la municipalité de Harstad.

## Description
L'île de 108 km2 se trouve juste au nord de la grande île de Hinnøya et au sud de l'île de Bjarkøya. Il est entouré par le Vågsfjorden à l'est et l'Andfjorden à l'ouest. Le plus haut sommet de l'île est la montagne Nona, haute de 1 012 m. La partie sud-est de l'île est la plus productive sur le plan agricole.
La partie nord de l'île faisait autrefois partie de l'ancienne municipalité de Bjarkøy, qui a fusionné avec la municipalité de Harstad le 1er janvier 2013.
Il existe une liaison par ferry de Bjørnå (sur Grytøya) à Vika (sur l'île voisine de Hinnøya), juste au nord de la ville de Harstad. La route principale de l'île suit la côte du nord-est, avec des villages de pêcheurs comme Grøtavær. Il y a très peu de peuplement sur la côte nord et aucune liaison routière là-bas. Il y avait autrefois des liaisons par ferry vers les îles voisines de Bjarkøya et Sandsøya, mais le projet de liaison fixe de Bjarkøy a créé un système de pont et de tunnel sous-marin reliant les trois îles.

## Galerie

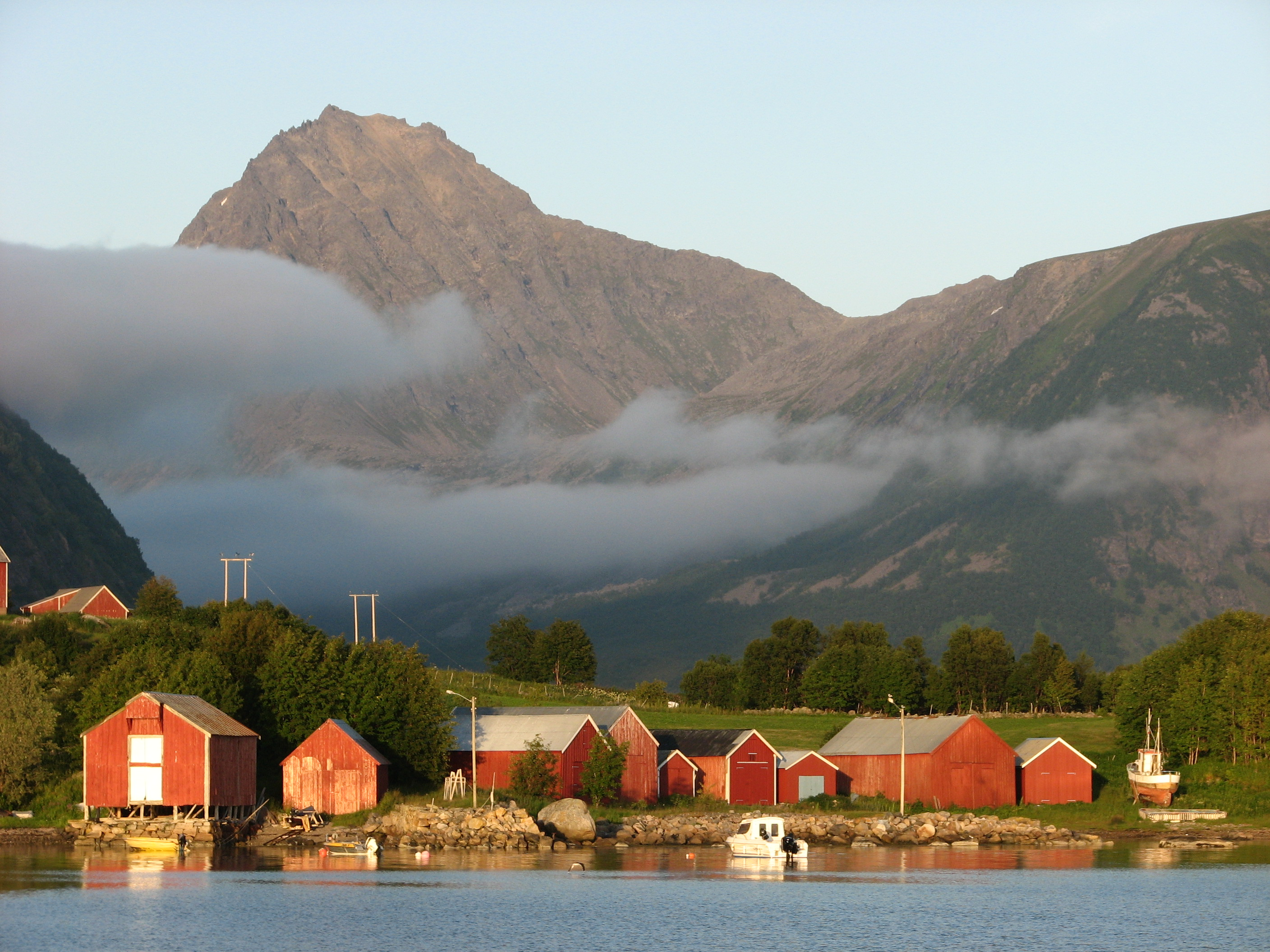
Grytøya
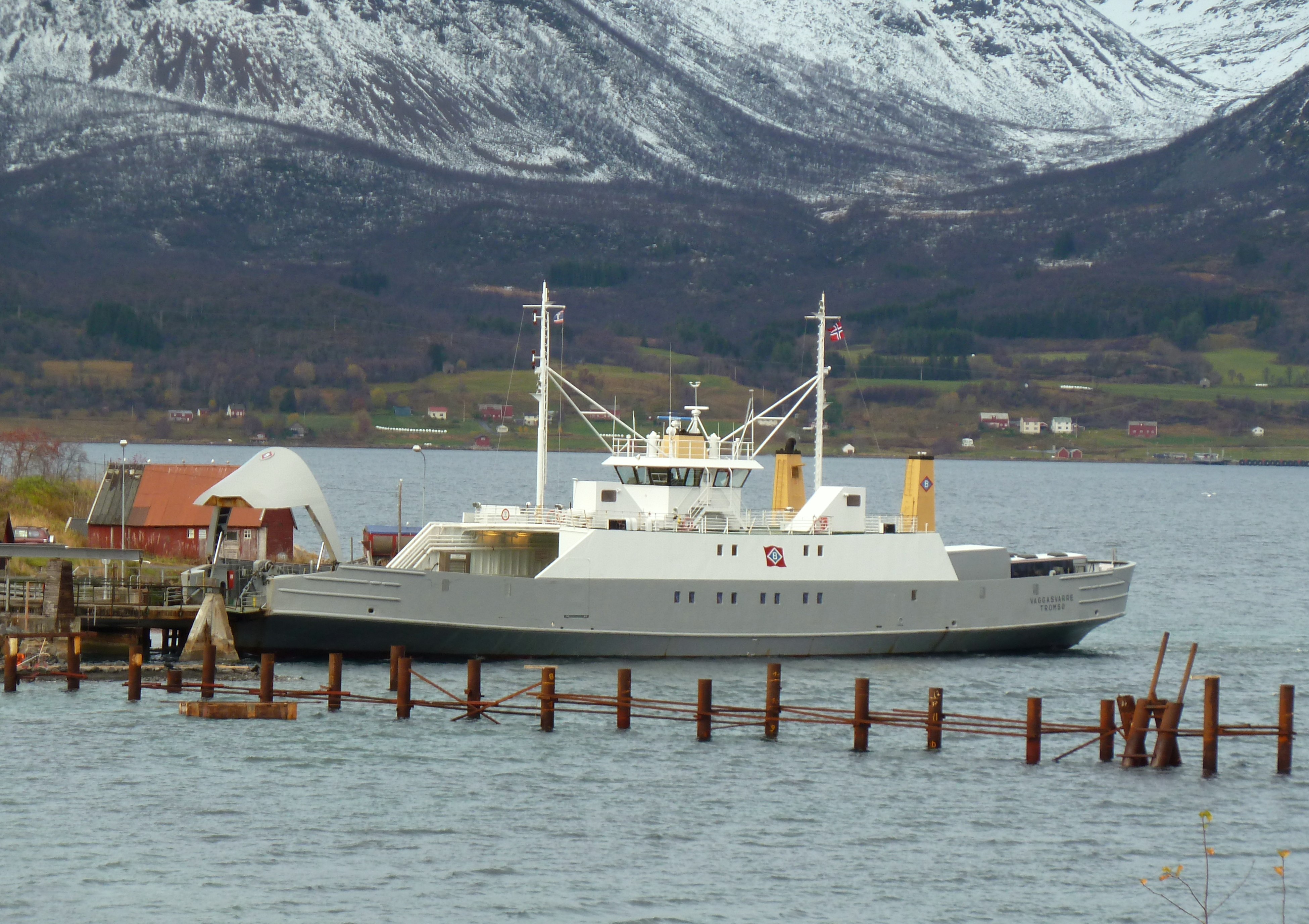
Le ferry
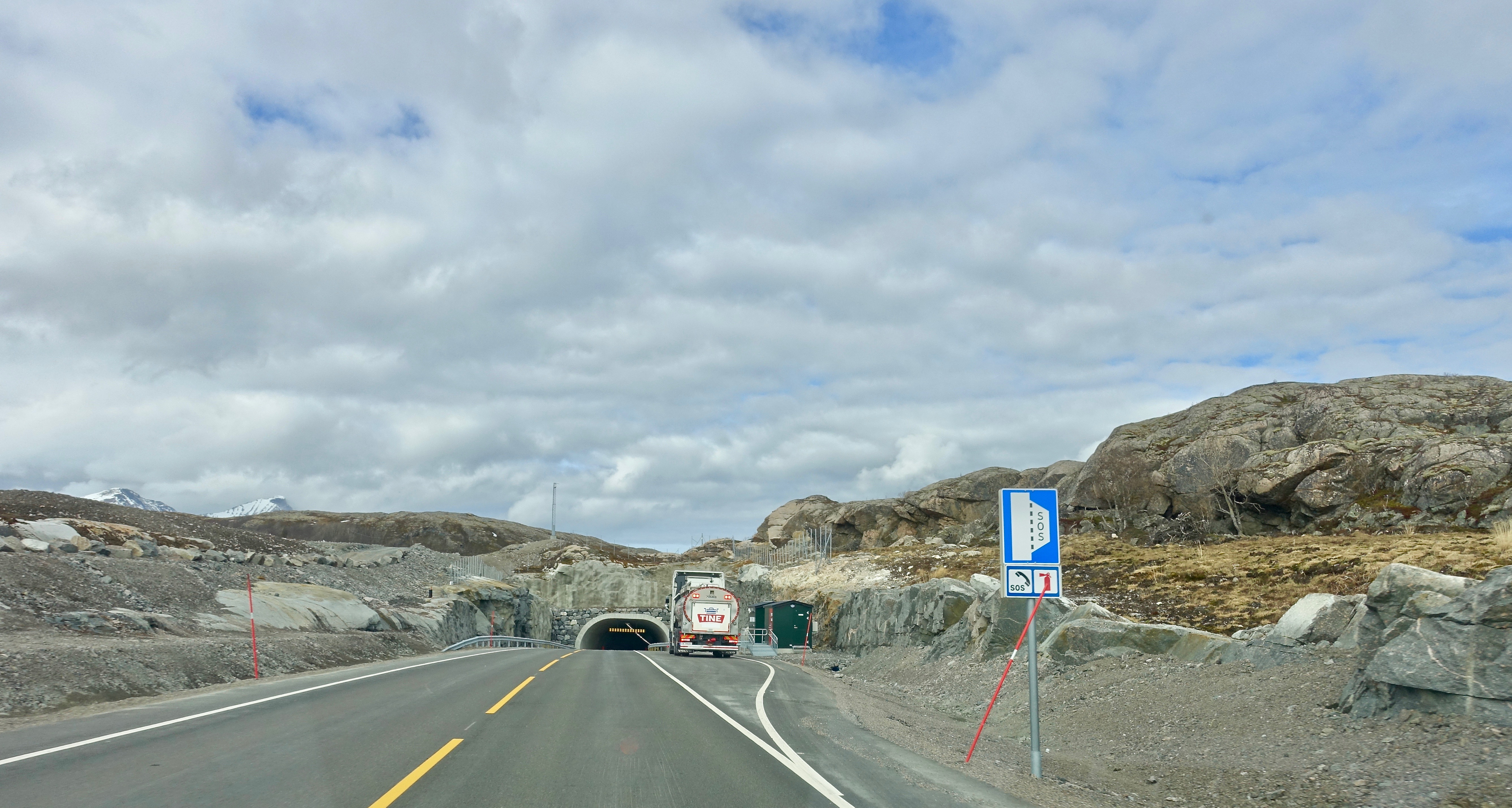
Tunnel routier